# Gerd Suhren
Gerd Suhren (* 16. Mai 1914 in Tafaigata (Deutsch-Samoa); † 6. Mai 1991) war ein deutscher Marineoffizier der Reichsmarine und der Kriegsmarine, zuletzt im Dienstrang eines Korvettenkapitäns (Ing.). Sein zwei Jahre jüngerer Bruder war der U-Boot-Kommandant und Ritterkreuzträger, Reinhard Suhren.

## Ausbildung und Vorkriegsjahre
Suhren trat am 1. April 1933 als Offiziersanwärter der Reichsmarine bei und wurde der 4. Kompanie der II. Schiffstammdivision der Ostsee in Stralsund zur infanteristischen Grundausbildung zugeteilt. Anschließend absolvierte er vom 30. Juni bis zum 22. September 1933 an der Marineschule Mürwik eine Werkstattausbildung, wo er zum 1. September zum Kadetten (Ing.) ernannt wurde. Vom 30. September 1933 bis zum 27. Juni 1934 absolvierte Suhren seine Bordausbildung auf dem Leichten Kreuzer Karlsruhe. Danach nahm er zum 28. Juni 1934 den Hauptlehrgang für Fähnriche an der Marineschule Mürwik auf, wo er am 1. Juli 1934 seine Beförderung zum Fähnrich (Ing.) erhielt. Nach dessen Abschluss absolvierte Suhren vom 19. April bis zum 30. September 1935, unterbrochen von einem weiteren Infanterielehrgang im Juli/August 1935, einen weiteren Werkstattlehrgang. Seine weitere Bordausbildung vom 1. Oktober 1935 bis zum 28. März 1936 erfolgte auf dem Linienschiff Schleswig-Holstein.
Während dieser Zeit besuchte Suhren vom 15. bis 21. Dezember 1935 einen U-Lehrgang für künftige Ingenieure für U-Boote. Am 29. März 1936 wurde Suhren von der Schleswig-Holstein auf die Staatsjacht Grille versetzt, wo er am 1. April 1936 seine Beförderung zum Oberfähnrich (Ing.) erhielt und seine Bordausbildung am 27. September 1936 beendete. Anschließend besuchte er vom 28. September 1936 bis zum 2. April 1937 den Berufslehrgang für Ingenieuroffiziere an der Marineschule Kiel, wo er am 1. Oktober 1936 zum Leutnant (Ing.) befördert wurde. Am 3. April 1937 folgte der Qualifizierungslehrgang für Leitende Ingenieure für U-Boote, den Suhren am 26. Juni 1937 abschloss. Noch am selben Tag wurde Suhren zum Leitenden Ingenieur der 1. U-Flottille Weddingen ernannt. Am 1. Oktober 1937 wurde er Leitender Ingenieur auf U 21 unter Fritz Frauenheim. Während seiner Dienstzeit auf U 21, die bis zum 2. September 1938 dauerte, erfolgte am 1. Juni 1938 Suhrens Beförderung zum Oberleutnant (Ing.). Am 3. September 1938 wurde Suhren Leitender Ingenieur auf U 31 unter Johannes Habekost. Am 22. Mai 1939 wechselte Suhren zu U 37.

## Zweiter Weltkrieg
Feindfahrten
U 37 als Leitender Ingenieur
1. 19. August 1939 bis 15. September 1939
2. 5. Oktober 1939 bis 8. November 1939
3. 28. Januar 1940 bis 27. Februar 1940
4. 30. März 1940 bis 18. April 1940
5. 15. Mai 1940 bis 9. Juni 1940
6. 1. August 1940 bis 30. August 1940
7. 24. September 1940 bis 22. Oktober 1940

Mit U 37 war Suhren vom 19. August 1939 bis 22. Oktober 1940 an sieben Feindfahrten beteiligt, die überwiegend in den Nordatlantik führten. Für sein technisches Können und Wissen sowie sein Improvisationsvermögen in Krisensituationen erhielt er am 21. Oktober 1940 als erster Leitender Ingenieur von U-Booten und als 17. Angehöriger der U-Boot-Waffe das Ritterkreuz des Eisernen Kreuzes. Es war auch die erste Verleihung des Ritterkreuzes für ausschließlich technische Verdienste.
Nachdem Suhren am 22. Oktober 1940 U 37 verlassen hatte, wurde er am 3. Dezember 1940 Ausbildungsoffizier bei der 25. U-Boot-Flottille in Hela, wo er am 1. September 1941 zum Frontausbildungsoffizier ernannt wurde. Am 1. Februar 1941 hatte er bereits seine Ernennung zum Kapitänleutnant (Ing.) erhalten. Am 22. Februar 1943 wechselte er als Ingenieuroffizier in den Stab des Befehlshaber der U-Boote, von wo aus er am 2. März 1943 als Ingenieurreferent in das Oberkommando der Marine (OKM) wechselte. Dort war er in der Abteilung Seekriegsleitung eingesetzt. Vom 1. April bis zum 6. Juli 1944 war er neben seiner Tätigkeit im OKM nebendienstlich beim Reichsminister für Rüstung und Kriegsproduktion Albert Speer in die dortige Schiffsbaukommission abgeordnet.
Am 7. Juli 1944 erfolgte Suhrens Delegierung zur Baubelehrung für U 2511, dessen Leitender Ingenieur er am 29. September 1944 unter dem Kommando von Adalbert Schnee wurde. Hier erfolgte am 1. Dezember 1944 seine Beförderung zum Korvettenkapitän (Ing.). Diese Stelle hielt Suhren bis zum Kriegsende am 8. Mai 1945 inne.

## Nachkriegszeit
Nach Kriegsende wurde er in Norwegen interniert, kehrte jedoch nur wenige Monate später nach Deutschland zurück. Hier war Suhren anschließend von September 1945 bis Mai 1947 in der 4. Kompanie der 1. Deutschen-Minenräum-Ersatzabteilung des Deutschen Minenräumdienstes tätig. Am 7. Juli 1947 erfolgte seine dortige Entlassung. Seine Eltern und seine Schwester begingen 1945 Selbstmord, nachdem eine Flucht aus dem Sudetenland unmöglich geworden war.

## Auszeichnungen
- U-Boot-Kriegsabzeichen (1939) am 8. November 1939
- Eisernes Kreuz (1939) II. und I. Klasse am 8. November 1939 bzw. am 28. Februar 1940
- Ritterkreuz des Eisernen Kreuzes am 21. Oktober 1940